# Legibus solutus
Legibus solutus è una locuzione latina, traducibile con la frase: "sciolto dalle leggi", attribuita al giurista romano Ulpiano. 
Si dice specialmente di soggetti che in regimi di tipo imperiale o monarchico non erano tenuti al vincolo di rispettare le leggi esistenti. Come si legge in un passo di Ulpiano poi ripreso nei Digesta: 
Giulia e Papia. Il principe è sciolto dall'osservanza delle
leggi: ma all'Augusta, sebbene non sia sciolta dall'osservanza
delle leggi, tuttavia i prìncipi attribuiscono i medesimi privilegi
che essi stessi hanno.»
Princeps legibus solutus est: Augusta autem licet legibus soluta
non est, principes tamen eadem illi privilegia tribuunt, quae ipsi
habent.»
(D.01.III.31)
Tale principio comportava per il princeps il privilegio della non assoggettabilità  alle regole di diritto privato. Le più frequenti menzioni di tale principio si riscontrano in ordine alla lex Iulia et Papia e, in materia testamentaria, per i testamenti redatti senza le forme prestabilite. Solo in epoca tardo imperiale, fu interpretata nel senso di considerare l'imperatore al di sopra di tutte le leggi (dal momento che egli stesso ne era l'artefice). Il principio era già contenuto nella Lex de imperio Vespasiani che regolò con precise leggi i poteri dell'imperatore fra i quali c'era anche la prerogativa dell'essere "princeps legibus solutus".
Si trova riscontro delle prime leggi applicate sulla legibus solutus nella giurisprudenza della dinastia Severiana. L'espressione legibus solutus fu poi ripresa da Jean Bodin: «Il princeps legibus solutus deve essere rispettoso dei diritti di natura e delle leggi di Dio: Caesari cum omnia licent, propter hoc minus licet».